# Love Sex Magic
Love Sex Magic ist ein Dance-Pop-Song von Ciara und Justin Timberlake. Es erschien am 13. März 2009 als Single. Zuvor gab es den Song als Demoversion für Justin Timberlakes zweites Studioalbum (FutureSex/LoveSounds) unter dem Namen Magic, später entschloss Timberlake sich dazu, den Song gemeinsam mit Ciara aufzunehmen.
Das Duett wurde bei den Grammy Awards 2010 nominiert.

## Veröffentlichung
Der Song erschien am 3. März 2009 in den Vereinigten Staaten und am 15. April 2009 im Vereinigten Königreich. Love Sex Magic ist die Lead-Single von Ciaras drittem Studioalbum Fantasy Ride.

## Kommerzieller Erfolg

### Chartplatzierungen
In den Vereinigten Staaten platzierte sich die Single auf Platz 10 der Billboard Top 100 Charts. Im Vereinigten Königreich chartete die Single auf Position 5. In Deutschland kam sie bis auf Platz 7 der Media Control Charts. In der Schweiz schaffte es die Single auf Platz 9 und in Österreich auf Rang 17. In weiteren Ländern schaffte es die Single in die Top 10.
| ChartsChartplatzierungen       | Höchstplatzierung | Wochen |
| ------------------------------ | ----------------- | ------ |
| Deutschland (GfK)              | 7 (10 Wo.)        | 10     |
| Österreich (Ö3)                | 17 (12 Wo.)       | 12     |
| Schweiz (IFPI)                 | 11 (17 Wo.)       | 17     |
| Vereinigte Staaten (Billboard) | 10 (12 Wo.)       | 12     |
| Vereinigtes Königreich (OCC)   | 5 (17 Wo.)        | 17     |

| ChartsJahrescharts (2009)    | Platzierung |
| ---------------------------- | ----------- |
| Schweiz (IFPI)               | 86          |
| Vereinigtes Königreich (OCC) | 53          |

### Auszeichnungen für Musikverkäufe
| Land/Region                  | Auszeichnungen für Musikverkäufe (Land/Region, Auszeichnung, Verkäufe) | Verkäufe  |
| ---------------------------- | ---------------------------------------------------------------------- | --------- |
| Australien (ARIA)            | Platin                                                                 | 70.000    |
| Neuseeland (RMNZ)            | Gold                                                                   | 7.500     |
| Vereinigte Staaten (RIAA)    | Platin                                                                 | 1.000.000 |
| Vereinigtes Königreich (BPI) | Gold                                                                   | 400.000   |
| Insgesamt                    | 2× Gold · 2× Platin ·                                                  | 1.477.500 |

Hauptartikel: Justin Timberlake/Auszeichnungen für Musikverkäufe